# Rifugio Föisc
Il rifugio Föisc o rifugio Föisch è un rifugio alpino situato nel comune di Quinto, nel Canton Ticino, sulla sommità del Pizzo Föisc, nelle Alpi Lepontine, a 2.200 m s.l.m. Dal rifugio si gode una bellissima vista sulla valle Leventina.

## Storia
Fu inaugurato nel 2000.

## Caratteristiche e informazioni
Il rifugio Föisc è un piccolo bivacco, che ha un refettorio di 10 posti. Sono a disposizione due piani di cottura, uno a legna e uno a gas, completa di utensili. Il riscaldamento è a legna. L'acqua piovana è raccolta in 2 cisterne (raccomandabile la bollitura per uso cucina), l'illuminazione con pannelli solari. Servizi igienici all'interno. Offre 8 posti letto.

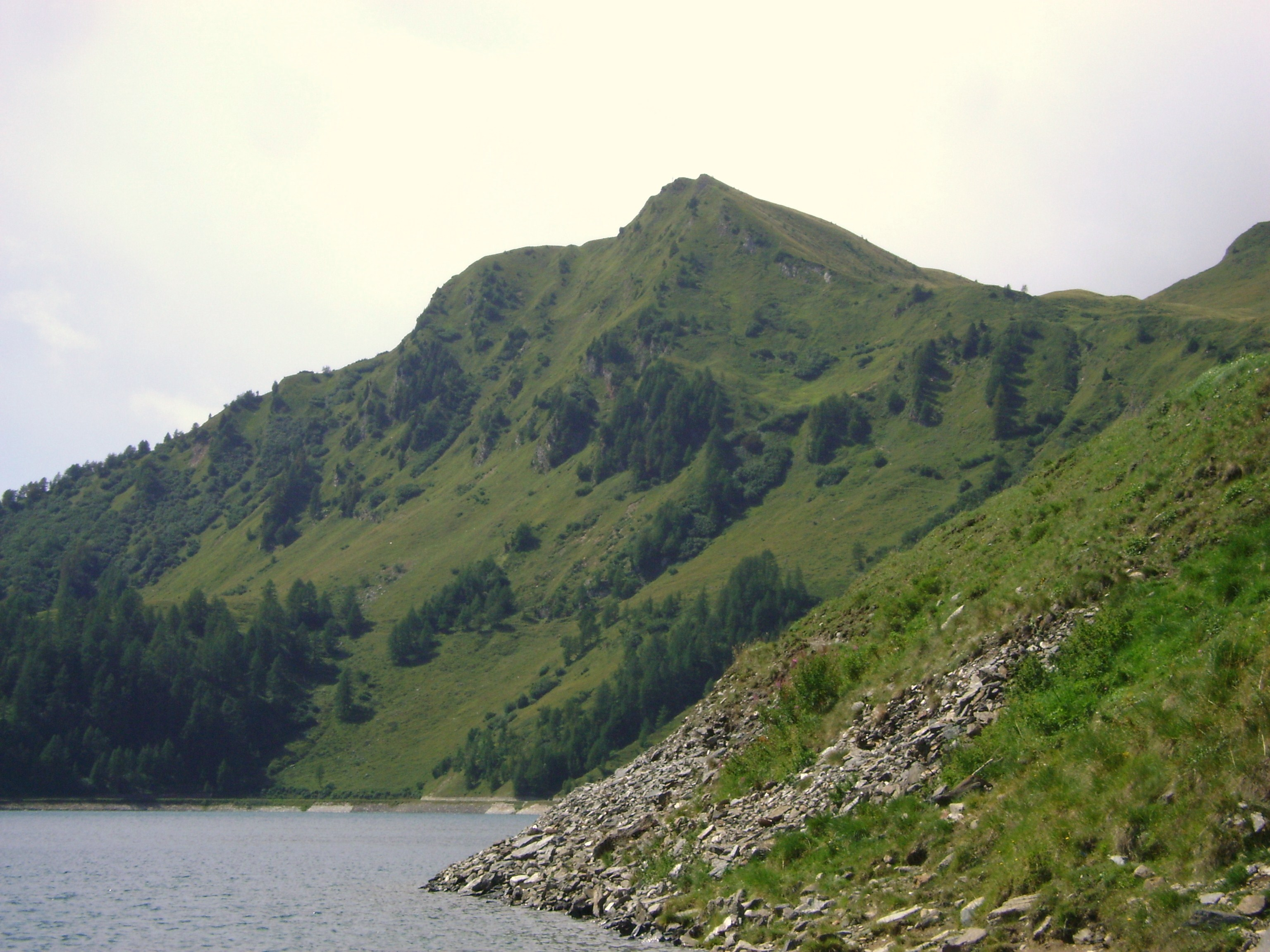
Il Pizzo Föisc, (il rifugio si trova appena dietro la cima più alta)

## Accessi
- Stazione Piora 1.794 m
  - La stazione Piora è raggiungibile con la funicolare da Piotta.
  - Tempo di percorrenza: 1,15 ore
  - Dislivello: 400 metri
  - Difficoltà: T2
- Diga del Ritom 1.851 m
  - La diga del Ritom è raggiungibile in auto.
  - Tempo di percorrenza: 1,15 ore
  - Dislivello: 350 metri
  - Difficoltà: T2
- Brugnasco 1.380 m
  - Brugnasco è raggiungibile in auto.
  - Tempo di percorrenza: 3 ore
  - Dislivello: 800 metri
  - Difficoltà: T2

## Escursioni
- Lago di Lago (2.010 m)
  - Tempo di percorrenza: 1,30 ore
  - Dislivello: -200 metri
  - Difficoltà: T2

## Traversate
- Cadagno 2,30 ore
- Cadlimo 3,30 ore